# 标普中盘400指数
標準普爾中型股400指數（S&P MidCap 400 Index，通称S&P 400），是标普道琼斯指数发布的股市指数之一，包括各类在美国发行的中型股。1991年6月19日首次发布，截至2018年12月31日，入选股票的市值最低为9.6267亿美元，最高为118.8543亿美元，中值为38.7488亿美元。該指數收錄400支美國股票，與代表大型股的標準普爾500指數、代表小型股的標準普爾小型股600指數為系列指數，3指數成分股結合即為標準普爾1500指數（S&P 1500）。